# Indirekt joniserande strålning
Indirekt joniserande strålning är joniserande strålning som saknar elektrisk laddning, hit räknas fotonstrålning samt partikelstrålning från oladdade partiklar som neutroner och neutrino.
Vid interaktion med materia förlorar den oladdade joniserande strålningen sin energi i ett fåtal stora interaktioner. I dessa överförs  energin till laddade partiklar, det vill säga  direkt joniserande strålning som sedan i sin tur absorberas genom en mängd små coulombinteraktioner.  Det går att approximera absorptionen med hjälp av exponentiell attenuering.